# ترمینال لیست
ترمینال لیست (انگلیسی: The Terminal List) یک مجموعهٔ تلویزیونی اکشن و هیجان‌انگیز آمریکایی با بازی کریس پرت است که بر اساس رمانی به همین نام از جک کار ساخته شده‌است. این مجموعه در ۱ ژوئیهٔ ۲۰۲۲ از طریق آمازون پرایم ویدئو منتشر شد. ترمینال لیست در فوریهٔ ۲۰۲۳ برای فصل دوم تمدید شد.

## داستان
این مجموعه در مورد فرماندهٔ دریابان جیمز ریس و یگان ویژه نیروی دریایی او در حین انجام یک مأموریت مخفی است. ریس با خاطرات متناقضی از این رویداد و سوالاتی در مورد مقصر بودنش به خانه نزد خانواده اش بازمی‌گردد. با آشکار شدن شواهد جدید، ریس متوجه نیروهای تاریکی می‌شود که علیه او کار می‌کنند و نه تنها زندگی او بلکه زندگی کسانی را که دوستشان دارد به خطر می‌اندازند.

## بازیگران

### اصلی
- کریس پرت در نقش ستوان فرمانده جیمز ریس، از یگان ویژه نیروی دریایی ایالات متحده آمریکا
- تیلور کیچ در نقش بن ادواردز، یکی مأموران شعبه زمینی سی‌آی‌ای. او نیروی دریایی سابق و هم تیمی سابق جیمز ریس است.
- کنستانس وو در نقش کیتی بورانک، خبرنگار جنگی باتجربه ولت استریم نیوز
- رایلی کیئو در نقش لورن ریس، همسر جیمز ریس
- آرلو مرتز در نقش لوسی ریس، دختر جیمز ریس
- جین تریپل‌هورن در نقش لورین هارتلی، وزیر دفاع

### تکرارشونده
- نیک چینلاند در نقش دریاسالار جرالد پیلار، فرمانده ستاد فرماندهی جنگاوری ویژه نیروی دریایی ایالات متحده
- متیو راخ در نقش کاپیتان لئونارد هاوارد، قاضی وکیل کل نیروی دریایی
- لامونیکا گرت در نقش فرمانده بیل کاکس، فرمانده تیم
- پاتریک شوارتزنگر در نقش اپراتور جنگ ویژه درجه دوم دونالد «دانی» میچل، جوانترین عضو جوخه آلفا
- جرد شاو در نقش اپراتور جنگ ویژه درجه یک ارنست «بوزر» ویکرز، یکی از اعضای جوخه آلفا
- تاینر راشینگ در نقش لیز رایلی، خلبان خطوط هوایی خصوصی و افسر سابق شعبه هوانوردی ارتش ایالات متحده، که در سال ۲۰۰۷ توسط تیم ریس هنگامی که کیووا وی در عراق سرنگون شد، نجات یافت.
- آرتورو کاسترو در نقش جردن گروف، سردبیر کیتی در ولت استریم نیوز
- رناتا فریدمن در نقش آن هاوارد، همسر کاپیتان هاوارد
- جای کورتنی در نقش استیو هورن، رئیس گروه مدیریت
- پل مک‌کرین در نقش مایک تدسکو، مدیر عامل شرکت سلامت
- استفان بیشاپ در نقش ریچارد فونتانا، یکی از مقامات وزارت دفاع و زیرمجموعه هارتلی
- جی دی پاردو در نقش تونی لایون، مأمور ویژه اف‌بی‌آی و رئیس گروه عملیات فراری در دفتر صحرایی سن دیگو
- کریستینا ویدال در نقش مک ویلسون، معاون مارشال ایالات متحده و شریک لایون در گروه عملیاتی فراری
- درو استارکی در نقش جونیور آلبا، زیردستان لایون
- الکسیس لودر در نقش نیکول دپتول، زیردستان لایون
- هیرام ای. موری در نقش جکسون، یک پیمانکار امنیتی در استیو هورن تالوس تاکتیکال

### مهمان
- وارن کول در نقش جاش هولدر مأمور ویژه سرویس تحقیقات جنایی نیروی دریایی
- جاستین گارزا در نقش افسر خرده، ویکتور رامیرز درجه یک، عضو گروه آلفا
- تام آماندز در نقش ویک کمبل، پدر لورن ریس
- کاترین دایر در نقش راشل کمبل، مادر لورن ریس
- شان گان در نقش سائول آگنون، نایب رئیس صنایع کپستون
- کارستن نورگارد در نقش الیاس ریبرگ
- جف پیرسون در نقش سناتور جو پریور، عضو کمیته فرعی تخصیص بودجه سنا در دفاع
- مارکو رودریگز در نقش مارکو دل تورو، تاجر مکزیکی و دوست خانوادگی خانواده ریس
- پاتریشیا دی لئون در نقش پائولا دل تورو، همسر مارکو.
- نیت بویر در نقش لوک مالیک، رهبر تیم اف‌بی‌آی
- رمی آدلکه در نقش ترل «تی» دنیلز، اپراتور اف‌بی‌آی
- درک فیلیپس در نقش استفن رمزی، مأمور ویژه اف‌بی‌آی
- بوچ کلاین در نقش مارکوس بویکین، یک وکیل و همکار سائول آگنون.
- جک کار در نقش آدریان گوردونیس (کمئو)، یک مهاجم دریایی سابق و پیمانکار امنیتی

## تولید
در اوایل آوریل ۲۰۲۰ گزارش شد که این مجموعه با بازی کریس پرت در حال توسعه است و خواهانِ یک توزیع‌کننده است. در اوایل مه ۲۰۲۰ گزارش شد که آمازون پرایم ویدئو این مجموعه را عرضه می‌کند و آمازون استودیوز در مقام استودیوی تولید به این مجموعه ملحق خواهد شد. تیلور کیچ، کنستانس وو، جین تریپل‌هورن، رایلی کیئو، و برادر زن پرت یعنی پاتریک شوارتزنگر در اوایل سال ۲۰۲۱ به بازیگران پیوست. در ژوئن ۲۰۲۱، لامونیکا گرت، الکسیس لودر، تام آماندس، جی دی پاردو، کریستینا ویدال میچل، جرد شاو، کاترین دایر، و رمی آدلکه در نقش بازیگران تکرارشونده به مجموعه پیوستند. در ژوئیه ۲۰۲۱، جای کورتنی در نقشی تکرارشونده به مجموعه پیوست.
تصویربرداری اصلی ترمینال لیست در ۹ مارس ۲۰۲۱ آغاز شد. کریس پرت برای هر قسمت ۱٫۴ میلیون دلار دستمزد دریافت کرده‌است.

## پخش
این مجموعه برای اولین بار در ۱ ژوئیهٔ ۲۰۲۲ پخش شد.

## بازخورد
این مجموعه در وبگاه راتن تومیتوز بر اساس نظر ۳۵ منتقد، امتیاز ۳۴٪ با میانگین نمرهٔ ۵٫۴/۱۰ را کسب کرده‌است. همچنین در متاکریتیک بر اساس نظر ۲۵ منتقد، امتیاز ۴۰ از ۱۰۰ را به خود اختصاص داده‌است که نشان دهنده «بررسی‌های مختلط یا متوسط» است.